# Escut de Portbou
L'escut oficial de Portbou té el següent blasonament:
Escut caironat: d'atzur, un mar en forma de peu d'atzur carregat de quatre faixes ondades d'argent i un port amb un espigó d'or i amb un norai de sable. Ressalten sobre el tot dues barques de bou de sable envelades d'or. Per timbre, una corona de poble.

## Història
Va ser aprovat el 22 de gener de 2009 i publicat al DOGC el 19 de febrer del mateix any amb el número 5.314.
Es tracta d'unes armes parlants referents al nom del poble, que tradicionalment ha representat en el seu escut municipal un port i unes barques per pescar al bou.

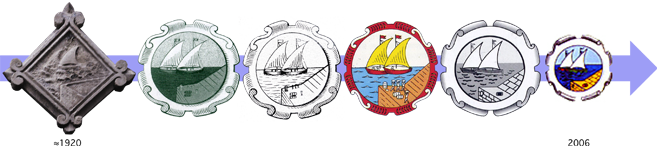
Evolució de l'escut i el logotip de l'Ajuntament de Portbou al llarg dels anys